# Шифдорф
Шифдорф (њем. Schiffdorf) општина је у њемачкој савезној држави Доња Саксонија. Једно је од 57 општинских средишта округа Куксхафен. Према процјени из 2010. у општини је живјело 14.029 становника. Посједује регионалну шифру (AGS) 3352050.

## Географски и демографски подаци
Шифдорф се налази у савезној држави Доња Саксонија у округу Куксхафен. Општина се налази на надморској висини од 6 метара. Површина општине износи 113,6 km². У самом мјесту је, према процјени из 2010. године, живјело 14.029 становника. Просјечна густина становништва износи 124 становника/km².